# Rocchetta Tanaro
Rocchetta Tanaro (Roquette de Tanaro en français) est une commune italienne de la province d'Asti, dans la région Piémont.

## Histoire
Le 23 septembre 1653, durant la Guerre franco-espagnole, eut lieu le « combat de la Roquette » où « combat de la Rochetta »,,. 

## Administration
| Période                                  | Période | Identité | Étiquette | Qualité |
| ---------------------------------------- | ------- | -------- | --------- | ------- |
|                                          |         |          |           |         |
| Les données manquantes sont à compléter. |         |          |           |         |

### Communes limitrophes
Belveglio, Castello di Annone, Cerro Tanaro, Cortiglione, Masio, Mombercelli, Rocca d'Arazzo